# آمال قرامي
آمال قرامي هي أستاذة جامعية تونسية متخصصة في الجنسيات في الإسلام، وتدرس في كلية الآداب والفنون والإنسانيات بمنوبة بجامعة منوبة.

## النشأة والمسيرة
حصلت على دكتوراه الدولة بأطروحة حول الدراسات الجندرية بعنوان «ظاهرة الاختلاف في الحضارة العربية الإسلامية: الأسباب والدلالات» في 2004.منعت في 2015 من دخول القاهرة.

## أعمالها
- قضية الردة في الفكر الإسلامي الحديث
- حرية المعتقد في الإسلام
- الإسلام الآسيوي
- الاختلاف في الثقافة العربية الإسلامية